# Villeneuve-sous-Charigny
Villeneuve-sous-Charigny é uma comuna francesa na região administrativa da Borgonha-Franco-Condado, no departamento de Côte-d'Or. Estende-se por uma área de 3,29 km². Em 2010 a comuna tinha 97 habitantes (densidade: 29,5 hab./km²).